# Maiden (filme)
Maiden é um documentário estadunidense de 2018, dirigido por Alex Holmes. O filme conta a história real da primeira tripulação feminina a entrar na corrida de iates Whitbread Round the World.

## Lançamento
Maiden foi produzido pela New Black Films e estreou no Festival Internacional de Cinema de Toronto de 2018, posteriormente lançado pela Sony Pictures Classics em Nova York e Los Angeles em 28 de junho de 2019. 